# Nanairo no Ashita ~Brand new beat~/Your Color
Singles de BoA
Everlasting
(2006) Key of Heart
(2006)
Nanairo no Ashita ~Brand new beat~/Your Color est le 20e single de BoA sorti sous le label Avex Trax le 5 avril 2006 au Japon. Il atteint la 3e place du classement de l'Oricon et reste classé 15 semaines pour un total de 90 123 exemplaires vendus. Les chansons Nanairo no Ashita ~Brand new beat~ et Your Color se trouvent sur l'album Made in Twenty (20).
Your Color apparaît dans le jeu vidéo Ninety-Nine Nights sur Xbox 360.

## Liste des titres
| 1. | Nanairo no Ashita ~Brand new beat~ (七色の明日 ~Brand new beat~)          |  |
| 2. | Your Color                                                                |  |
| 3. | Nanairo no Ashita ~Brand new beat~ (TV Mix) (七色の明日 ~Brand new beat~) |  |
| 4. | Your Color (TV Mix)                                                       |  |

| 1. | Nanairo no Ashita ~Brand new beat~ (Video clip) (七色の明日 ~Brand new beat~)            |  |
| 2. | Nanairo no Ashita ~Brand new beat~ (Video clip Dance Ver.) (七色の明日 ~Brand new beat~) |  |